# Argynnis niobe
Argynnis niobe là một loài bướm ngày thuộc họ Nymphalidae. Loài này phổ biến ở khắp châu Âu, nhưng không có ở Bắc Âu, và cũng được tìm thấy ở Siberia, Nga, Iran, Trung Quốc và bán đảo Triều Tiên.
Chúng bay is từ tháng 5 đến tháng 8, kích thước là 46–60 milimét (1,8–2,4 in), và được tìm thấy ở các độ cao từ mực nước biển lên đến 2.400 mét (7.900 ft).
Loài này ăn Viola tricolor và Plantago lanceolata.

## Hình ảnh

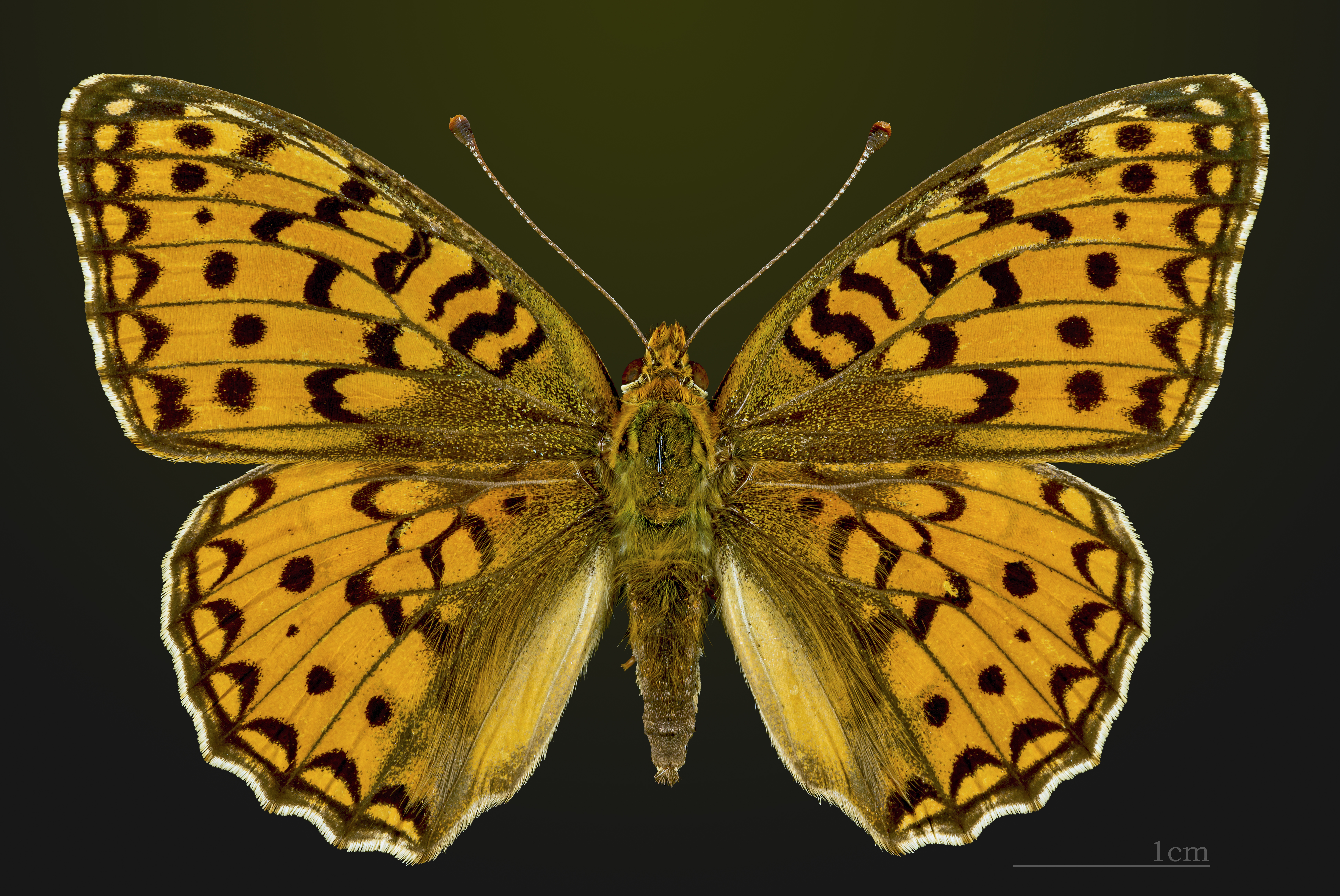
Argynnis niobe
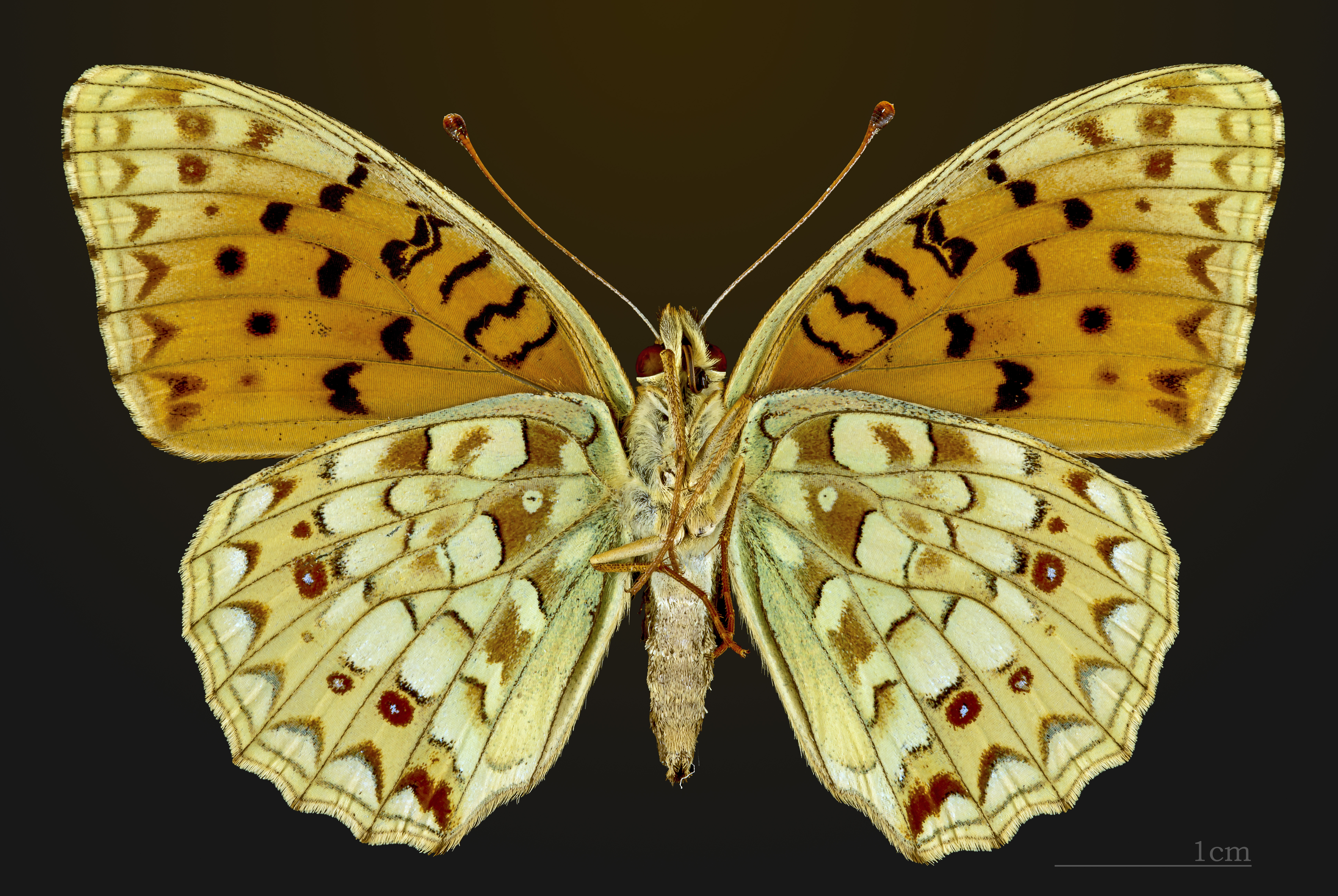
△ Argynnis niobe
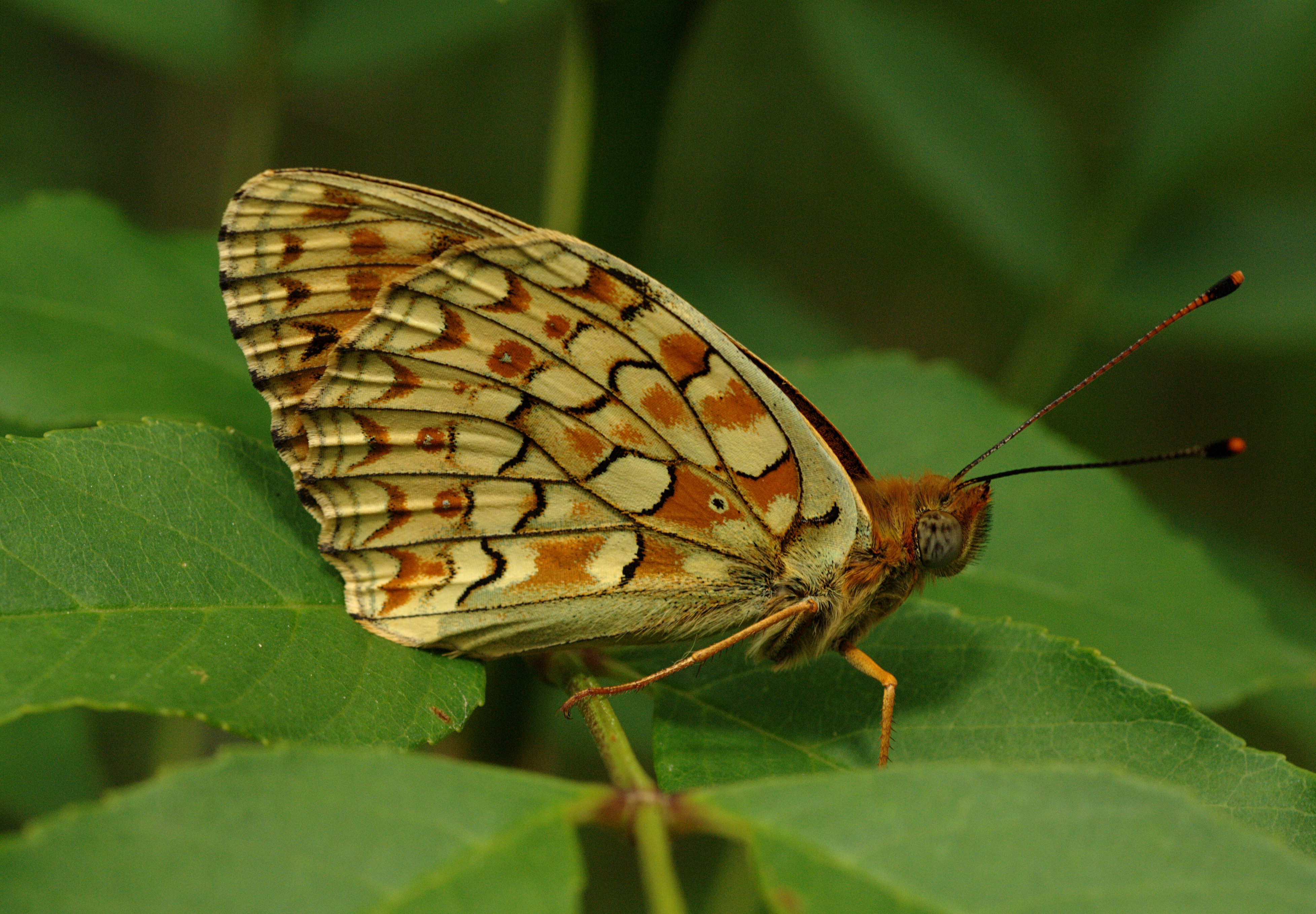
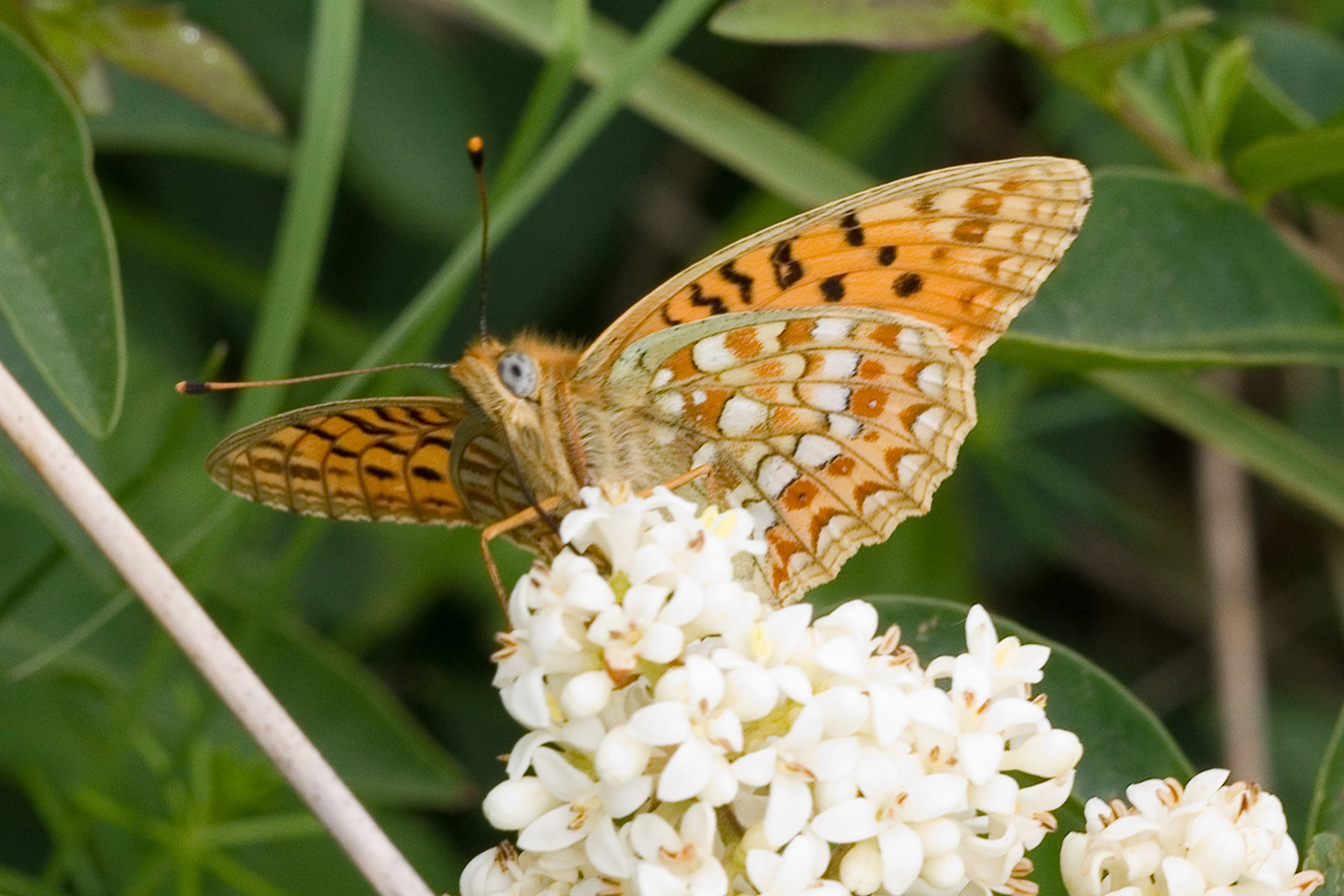